# Liste der Nummer-eins-Hits in Spanien (1994)
Dies ist eine Liste der Nummer-eins-Hits in Spanien im Jahr 1994. Sie basiert auf den offiziellen Chartlisten der Asociación Fonográfica y Videográfica de España (AFYVE, heute Promusicae), der spanischen Landesgruppe der IFPI.

## Singles
| | Liste der Nummer-eins-Hits in Spanien | Liste der Nummer-eins-Hits in Spanien | Liste der Nummer-eins-Hits in Spanien                                                                       | 1995 → |
| \| Zeitraum \| Wo. ges. \| Interpret \| Titel Autor(en) \| Zusätzliche Informationen \| \| (Zeitraum, Wochen auf Platz eins, Interpret, Titel, Autor[en], zusätzliche Informationen) \| \| \| \| \| \| ----------------------------------------------------------------------------------------- \| -------- \| -------------------- \| ----------------------------------------------------------------------------------------------------------- \| ------------------------------------------------------------------------------------------------------------------------------------------------------------------------------------------------------------------------------------------------- \| \| 13. Dezember 1993 – 6. Februar 1994 8 Wochen \| 8 \| Whigfield \| Saturday Night Alfredo Pignagnoli, Davide Riva \| Dieses Lied wurde in Italien produziert, hatte aber seinen Durchbruch in Ibiza, bevor es ein internationaler Hit wurde. Wegen ihrer Beziehung mit dem DJ Paco Pil, der 1994 ebenfalls auf Platz eins stand, zog Whigfield später nach Spanien.[1] \| \| 7. Februar 1994 – 6. März 1994 4 Wochen (insgesamt 5) \| 5 \| Jam & Spoon \| Right in the Night (Fall in Love with Music) Nosie Katzmann, Rolf Ellmer, Markus Löffel \| – \| \| 7. März 1994 – 13. März 1994 1 Woche \| 1 \| Ace of Base \| The Sign Jenny Berggren, Malin Berggren, Ulf Ekberg, Jonas Berggren \| – \| \| 14. März 1994 – 20. März 1994 1 Woche (insgesamt 5) \| 5 \| Jam & Spoon \| Right in the Night (Fall in Love with Music) Nosie Katzmann, Rolf Ellmer, Markus Löffel \| – \| \| 21. März 1994 – 10. April 1994 3 Wochen \| 3 \| Paco Pil \| Dimensión divertida \| Der neben Chimo Bayo erfolgreichste Vertreter des Bakalao, der spanischen Techno-Variante, war zuvor als Fernsehmoderator bekannt geworden, bevor er mit seinem Album Energía positiva mit mehreren Singleerfolgen den Durchbruch schaffte.[2] \| \| 11. April 1994 – 1. Mai 1994 3 Wochen \| 3 \| Spanic \| Sister Golden Hair Gerry Beckley \| Das Eurodance-Projekt um Rafael Gisbert Sampredro hatte mit diesem Cover des America-Hits aus den 1970ern seinen größten Erfolg.[3] \| \| 2. Mai 1994 – 29. Mai 1994 4 Wochen \| 4 \| Tony Wilson \| Hooked on a Feeling Mark James \| Ein Dance-Remake löste das andere ab: Hier wurde ein US-Nummer-eins-Hit von Blue Swede aus dem Jahr 1974 verarbeitet. \| \| 30. Mai 1994 – 5. Juni 1994 1 Woche \| 1 \| Prince \| The Most Beautiful Girl in the World Prince \| – \| \| 6. Juni 1994 – 10. Juli 1994 5 Wochen (insgesamt 8) \| 8 \| Big Mountain \| Baby, I Love Your Way Peter Frampton \| – \| \| 11. Juli 1994 – 17. Juli 1994 1 Woche \| 1 \| Álex de la Nuez \| Dame más Steve Miller \| Seinen größten Soloerfolg verdankt der Musiker aus Madrid einer Getränkewerbung für die spanische Marke Kas.[4] Das Lied ist die spanische Version von Give It Up von der Steve Miller Band. \| \| 18. Juli 1994 – 7. August 1994 3 Wochen (insgesamt 8) \| 8 \| Big Mountain \| Baby, I Love Your Way Peter Frampton \| – \| \| 8. August 1994 – 4. September 1994 4 Wochen \| 4 \| Paco Pil \| Johnny Techno Ska \| Der zweite Nummer-eins-Hit des in Deutschland geborenen katalanischen DJs ist eine Spaßnummer im Westernstil mit Banjo. \| \| 5. September 1994 – 9. Oktober 1994 5 Wochen \| 5 \| The Outhere Brothers \| Don’t Stop (Wiggle Wiggle) Lamar Mahone, Craig Simpkins, Keith Mayberry, Diego Abaribi, Giordano Trivellato \| Der erste große Hit der provokanten US-Rapper war außer in Spanien noch in Großbritannien ein Nummer-eins-Hit. \| \| 10. Oktober 1994 – 16. Oktober 1994 1 Woche \| 1 \| Dr. Alban \| Let the Beat Go On Musik: John Amatiello, Kristian Lundin, Alban Nwapa; Text: Alban Nwapa \| – \| \| 17. Oktober 1994 – 30. Oktober 1994 2 Wochen (insgesamt 4) \| 4 \| Cabballero \| Hymn Midge Ure, Warren Cann, Billy Currie, Chris Cross \| Die dritte Dance-Coverversion auf Platz eins ist eine Bearbeitung des gleichnamigen Hits von Ultravox aus dem Jahr 1982. \| \| 31. Oktober 1994 – 20. November 1994 3 Wochen (insgesamt 4) \| 4 \| Scorpia \| Hypnose \| – \| \| 21. November 1994 – 4. Dezember 1994 2 Wochen (insgesamt 4) \| 4 \| Cabballero \| Hymn Midge Ure, Warren Cann, Billy Currie, Chris Cross \| – \| \| 5. Dezember 1994 – 11. Dezember 1994 1 Woche (insgesamt 4) \| 4 \| Scorpia \| Hypnose \| – \| \| 12. Dezember 1994 – 18. Dezember 1994 1 Woche \| 1 \| Scooter \| Hyper Hyper Sören Bühler, Jens Peter Thele, Hans Peter Geerdes, Hendrik Stedler \| Mit ihrem ersten Hit war das deutsche Quartett in Spanien noch erfolgreicher als in der Heimat. \| \| 19. Dezember 1994 – 25. Dezember 1994 1 Woche \| 1 \| Javier Rapallo \| Kaña de España \| – \| \| 25. Dezember 1994 – 1. Januar 1995 2 Wochen \| 2 \| Kike Boy \| Generación X Enrique Pascual López Mejía, José Ramón López Fernández \| – \| |                                       |                                       | | |
| |                                       |                                       | | → 1995 → |
| Zeitraum | Wo. ges.                              | Interpret                             | Titel Autor(en)                                                                                             | Zusätzliche Informationen |
| (Zeitraum, Wochen auf Platz eins, Interpret, Titel, Autor[en], zusätzliche Informationen) |                                       |                                       | | |
| 13. Dezember 1993 – 6. Februar 1994 8 Wochen | 8                                     | Whigfield                             | Saturday Night Alfredo Pignagnoli, Davide Riva                                                              | Dieses Lied wurde in Italien produziert, hatte aber seinen Durchbruch in Ibiza, bevor es ein internationaler Hit wurde. Wegen ihrer Beziehung mit dem DJ Paco Pil, der 1994 ebenfalls auf Platz eins stand, zog Whigfield später nach Spanien. |
| 7. Februar 1994 – 6. März 1994 4 Wochen (insgesamt 5) | 5                                     | Jam & Spoon                           | Right in the Night (Fall in Love with Music) Nosie Katzmann, Rolf Ellmer, Markus Löffel                     | – |
| 7. März 1994 – 13. März 1994 1 Woche | 1                                     | Ace of Base                           | The Sign Jenny Berggren, Malin Berggren, Ulf Ekberg, Jonas Berggren                                         | – |
| 14. März 1994 – 20. März 1994 1 Woche (insgesamt 5) | 5                                     | Jam & Spoon                           | Right in the Night (Fall in Love with Music) Nosie Katzmann, Rolf Ellmer, Markus Löffel                     | – |
| 21. März 1994 – 10. April 1994 3 Wochen | 3                                     | Paco Pil                              | Dimensión divertida                                                                                         | Der neben Chimo Bayo erfolgreichste Vertreter des Bakalao, der spanischen Techno-Variante, war zuvor als Fernsehmoderator bekannt geworden, bevor er mit seinem Album Energía positiva mit mehreren Singleerfolgen den Durchbruch schaffte.    |
| 11. April 1994 – 1. Mai 1994 3 Wochen | 3                                     | Spanic                                | Sister Golden Hair Gerry Beckley                                                                            | Das Eurodance-Projekt um Rafael Gisbert Sampredro hatte mit diesem Cover des America-Hits aus den 1970ern seinen größten Erfolg. |
| 2. Mai 1994 – 29. Mai 1994 4 Wochen | 4                                     | Tony Wilson                           | Hooked on a Feeling Mark James                                                                              | Ein Dance-Remake löste das andere ab: Hier wurde ein US-Nummer-eins-Hit von Blue Swede aus dem Jahr 1974 verarbeitet. |
| 30. Mai 1994 – 5. Juni 1994 1 Woche | 1                                     | Prince                                | The Most Beautiful Girl in the World Prince                                                                 | – |
| 6. Juni 1994 – 10. Juli 1994 5 Wochen (insgesamt 8) | 8                                     | Big Mountain                          | Baby, I Love Your Way Peter Frampton                                                                        | – |
| 11. Juli 1994 – 17. Juli 1994 1 Woche | 1                                     | Álex de la Nuez                       | Dame más Steve Miller                                                                                       | Seinen größten Soloerfolg verdankt der Musiker aus Madrid einer Getränkewerbung für die spanische Marke Kas. Das Lied ist die spanische Version von Give It Up von der Steve Miller Band.                                                      |
| 18. Juli 1994 – 7. August 1994 3 Wochen (insgesamt 8) | 8                                     | Big Mountain                          | Baby, I Love Your Way Peter Frampton                                                                        | – |
| 8. August 1994 – 4. September 1994 4 Wochen | 4                                     | Paco Pil                              | Johnny Techno Ska                                                                                           | Der zweite Nummer-eins-Hit des in Deutschland geborenen katalanischen DJs ist eine Spaßnummer im Westernstil mit Banjo. |
| 5. September 1994 – 9. Oktober 1994 5 Wochen | 5                                     | The Outhere Brothers                  | Don’t Stop (Wiggle Wiggle) Lamar Mahone, Craig Simpkins, Keith Mayberry, Diego Abaribi, Giordano Trivellato | Der erste große Hit der provokanten US-Rapper war außer in Spanien noch in Großbritannien ein Nummer-eins-Hit. |
| 10. Oktober 1994 – 16. Oktober 1994 1 Woche | 1                                     | Dr. Alban                             | Let the Beat Go On Musik: John Amatiello, Kristian Lundin, Alban Nwapa; Text: Alban Nwapa                   | – |
| 17. Oktober 1994 – 30. Oktober 1994 2 Wochen (insgesamt 4) | 4                                     | Cabballero                            | Hymn Midge Ure, Warren Cann, Billy Currie, Chris Cross                                                      | Die dritte Dance-Coverversion auf Platz eins ist eine Bearbeitung des gleichnamigen Hits von Ultravox aus dem Jahr 1982. |
| 31. Oktober 1994 – 20. November 1994 3 Wochen (insgesamt 4) | 4                                     | Scorpia                               | Hypnose | – |
| 21. November 1994 – 4. Dezember 1994 2 Wochen (insgesamt 4) | 4                                     | Cabballero                            | Hymn Midge Ure, Warren Cann, Billy Currie, Chris Cross                                                      | – |
| 5. Dezember 1994 – 11. Dezember 1994 1 Woche (insgesamt 4) | 4                                     | Scorpia                               | Hypnose | – |
| 12. Dezember 1994 – 18. Dezember 1994 1 Woche | 1                                     | Scooter                               | Hyper Hyper Sören Bühler, Jens Peter Thele, Hans Peter Geerdes, Hendrik Stedler                             | Mit ihrem ersten Hit war das deutsche Quartett in Spanien noch erfolgreicher als in der Heimat. |
| 19. Dezember 1994 – 25. Dezember 1994 1 Woche | 1                                     | Javier Rapallo                        | Kaña de España                                                                                              | – |
| 25. Dezember 1994 – 1. Januar 1995 2 Wochen | 2                                     | Kike Boy                              | Generación X Enrique Pascual López Mejía, José Ramón López Fernández                                        | – |

## Alben
| | Liste der Nummer-eins-Hits in Spanien | Liste der Nummer-eins-Hits in Spanien  | Liste der Nummer-eins-Hits in Spanien | 1995 → |
| \| Zeitraum \| Wo. ges. \| Interpret \| Titel \| Zusätzliche Informationen \| \| (Zeitraum, Wochen auf Platz eins, Interpret, Titel, zusätzliche Informationen) \| \| \| \| \| \| ------------------------------------------------------------------------------ \| -------- \| -------------------------------------- \| -------------------------- \| ---------------------------------------------------------------------------------------------------------------------------------------------- \| \| 29. November 1993 – 9. Januar 1994 6 Wochen (insgesamt 14) \| 14 \| Coro de monjes del Monasterio de Silos \| Cantos gregorianos \| Die Gregorianischen Gesänge der Benediktinermönche aus der Provinz Burgos waren über Spanien hinaus, ganz besonders in den USA erfolgreich.[5] \| \| 19. Januar 1994 – 6. Februar 1994 3 Wochen (insgesamt 15) \| 15 \| Gloria Estefan \| Mi tierra \| – \| \| 7. Februar 1994 – 13. Februar 1994 1 Woche (insgesamt 2) \| 2 \| Michael Nyman \| The Piano (Soundtrack) \| – \| \| 14. Februar 1994 – 20. Februar 1994 1 Woche (insgesamt 15) \| 15 \| Gloria Estefan \| Mi tierra \| – \| \| 21. Februar 1994 – 20. März 1994 4 Wochen (insgesamt 9) \| 9 \| Coro de monjes del Monasterio de Silos \| Cantos gregorianos \| – \| \| 21. März 1994 – 27. März 1994 1 Woche (insgesamt 2) \| 2 \| Michael Nyman \| The Piano (Soundtrack) \| – \| \| 28. März 1994 – 3. April 1994 1 Woche (insgesamt 9) \| 9 \| Coro de monjes del Monasterio de Silos \| Cantos gregorianos \| – \| \| 4. April 1994 – 10. April 1994 1 Woche \| 1 \| Pink Floyd \| The Division Bell \| – \| \| 11. April 1994 – 1. Mai 1994 3 Wochen (insgesamt 9) \| 9 \| Coro de monjes del Monasterio de Silos \| Cantos gregorianos \| – \| \| 2. Mai 1994 – 8. Mai 1994 1 Woche \| 1 \| Presuntos Implicados \| El pan y la sal \| – \| \| 9. Mai 1994 – 15. Mai 1994 1 Woche (insgesamt 6) \| 6 \| Ana Belén y Víctor Manuel \| Mucho más que dos \| – \| \| 16. Mai 1994 – 5. Juni 1994 3 Wochen \| 3 \| Julio Iglesias \| Crazy \| – \| \| 6. Juni 1994 – 12. Juni 1994 1 Woche (insgesamt 6) \| 6 \| Ana Belén y Víctor Manuel \| Mucho más que dos \| – \| \| 13. Juni 1994 – 19. Juni 1994 1 Woche \| 1 \| Joaquín Sabina \| Esta boca es mía \| – \| \| 20. Juni 1994 – 17. Juli 1994 4 Wochen (insgesamt 6) \| 6 \| Ana Belén y Víctor Manuel \| Mucho más que dos \| – \| \| 18. Juli 1994 – 21. August 1994 5 Wochen \| 5 \| Juan Luis Guerra & 4.40 \| Fogaraté \| – \| \| 22. August 1994 – 28. August 1994 1 Woche (insgesamt 13) \| 13 \| Laura Pausini \| Laura Pausini \| – \| \| 29. August 1994 – 18. September 1994 3 Wochen \| 3 \| Pavarotti – Domingo – Carreras \| The 3 Tenors in Concert \| – \| \| 19. September 1994 – 2. Oktober 1994 2 Wochen (insgesamt 13) \| 13 \| Laura Pausini \| Laura Pausini \| – \| \| 3. Oktober 1994 – 30. Oktober 1994 4 Wochen \| 4 \| José Luis Perales \| Mis 30 mejores canciones \| – \| \| 31. Oktober 1994 – 6. November 1994 1 Woche \| 1 \| Nirvana \| MTV Unplugged in New York \| – \| \| 7. November 1994 – 13. November 1994 1 Woche (insgesamt 13) \| 13 \| Laura Pausini \| Laura Pausini \| – \| \| 14. November 1994 – 27. November 1994 2 Wochen \| 2 \| Mike Oldfield \| The Songs of Distant Earth \| – \| \| 28. November 1994 – 29. Januar 1995 9 Wochen (insgesamt 13) \| 13 \| Laura Pausini \| Laura Pausini \| – \| |                                       |                                        |                                       | |
| |                                       |                                        |                                       | → 1995 → |
| Zeitraum | Wo. ges.                              | Interpret                              | Titel                                 | Zusätzliche Informationen |
| (Zeitraum, Wochen auf Platz eins, Interpret, Titel, zusätzliche Informationen) |                                       |                                        |                                       | |
| 29. November 1993 – 9. Januar 1994 6 Wochen (insgesamt 14) | 14                                    | Coro de monjes del Monasterio de Silos | Cantos gregorianos                    | Die Gregorianischen Gesänge der Benediktinermönche aus der Provinz Burgos waren über Spanien hinaus, ganz besonders in den USA erfolgreich. |
| 19. Januar 1994 – 6. Februar 1994 3 Wochen (insgesamt 15) | 15                                    | Gloria Estefan                         | Mi tierra                             | – |
| 7. Februar 1994 – 13. Februar 1994 1 Woche (insgesamt 2) | 2                                     | Michael Nyman                          | The Piano (Soundtrack)                | – |
| 14. Februar 1994 – 20. Februar 1994 1 Woche (insgesamt 15) | 15                                    | Gloria Estefan                         | Mi tierra                             | – |
| 21. Februar 1994 – 20. März 1994 4 Wochen (insgesamt 9) | 9                                     | Coro de monjes del Monasterio de Silos | Cantos gregorianos                    | – |
| 21. März 1994 – 27. März 1994 1 Woche (insgesamt 2) | 2                                     | Michael Nyman                          | The Piano (Soundtrack)                | – |
| 28. März 1994 – 3. April 1994 1 Woche (insgesamt 9) | 9                                     | Coro de monjes del Monasterio de Silos | Cantos gregorianos                    | – |
| 4. April 1994 – 10. April 1994 1 Woche | 1                                     | Pink Floyd                             | The Division Bell                     | – |
| 11. April 1994 – 1. Mai 1994 3 Wochen (insgesamt 9) | 9                                     | Coro de monjes del Monasterio de Silos | Cantos gregorianos                    | – |
| 2. Mai 1994 – 8. Mai 1994 1 Woche | 1                                     | Presuntos Implicados                   | El pan y la sal                       | – |
| 9. Mai 1994 – 15. Mai 1994 1 Woche (insgesamt 6) | 6                                     | Ana Belén y Víctor Manuel              | Mucho más que dos                     | – |
| 16. Mai 1994 – 5. Juni 1994 3 Wochen | 3                                     | Julio Iglesias                         | Crazy                                 | – |
| 6. Juni 1994 – 12. Juni 1994 1 Woche (insgesamt 6) | 6                                     | Ana Belén y Víctor Manuel              | Mucho más que dos                     | – |
| 13. Juni 1994 – 19. Juni 1994 1 Woche | 1                                     | Joaquín Sabina                         | Esta boca es mía                      | – |
| 20. Juni 1994 – 17. Juli 1994 4 Wochen (insgesamt 6) | 6                                     | Ana Belén y Víctor Manuel              | Mucho más que dos                     | – |
| 18. Juli 1994 – 21. August 1994 5 Wochen | 5                                     | Juan Luis Guerra & 4.40                | Fogaraté                              | – |
| 22. August 1994 – 28. August 1994 1 Woche (insgesamt 13) | 13                                    | Laura Pausini                          | Laura Pausini                         | – |
| 29. August 1994 – 18. September 1994 3 Wochen | 3                                     | Pavarotti – Domingo – Carreras         | The 3 Tenors in Concert               | – |
| 19. September 1994 – 2. Oktober 1994 2 Wochen (insgesamt 13) | 13                                    | Laura Pausini                          | Laura Pausini                         | – |
| 3. Oktober 1994 – 30. Oktober 1994 4 Wochen | 4                                     | José Luis Perales                      | Mis 30 mejores canciones              | – |
| 31. Oktober 1994 – 6. November 1994 1 Woche | 1                                     | Nirvana                                | MTV Unplugged in New York             | – |
| 7. November 1994 – 13. November 1994 1 Woche (insgesamt 13) | 13                                    | Laura Pausini                          | Laura Pausini                         | – |
| 14. November 1994 – 27. November 1994 2 Wochen | 2                                     | Mike Oldfield                          | The Songs of Distant Earth            | – |
| 28. November 1994 – 29. Januar 1995 9 Wochen (insgesamt 13) | 13                                    | Laura Pausini                          | Laura Pausini                         | – |